# کلد ویو
کُلد ویو (انگلیسی: Cold wave) یک ژانر موسیقی با تعریفی نه چندان دقیق است که در اواخر دههٔ ۱۹۷۰ در اروپا ظهور کرد. این سبک با لحنِ خشک و بی‌روح در ترانه‌ها، استفاده از ابزارهای اولیه موسیقی الکترونیک و رویکرد و سبکی مینیمالیستی شناخته می‌شود. کُلد ویو از دل گروه‌های پست-پانک که تحت تأثیر گروه الکترونیک آلمانی کرافت‌ورک قرار گرفته بودند، پدید آمد. این گروه‌ها از سینتی‌سایزرهای قابل حمل و مقرون‌به‌صرفه مانند Korg MS-20 استفاده می‌کردند.

## تعریف
«کُلد ویو» یک توصیف‌گر با تعریفی نه چندان دقیق است که از «موج نو» (New Wave) نشات می‌گیرد و در اصل برای مجموعه‌ای از سبک‌های پانک و الکترونیک دهه ۱۹۷۰ استفاده می‌شد. دامنهٔ این ژانر در طول تاریخ خود به‌طور مداوم در حال تکامل بوده است.
ورونیکا واسیکا، که اصطلاح «مینیمال ویو» (Minimal Wave) را ابداع کرد، این کار را با هدف پیوند دادن اصطلاحاتی مانند «الکترونیک مینیمال»، «موج نو» و «کُلد ویو» که در اوایل دههٔ ۱۹۸۰ در مجلات موسیقی رایج بودند، انجام داد.

## ویژگی‌ها
به گفتهٔ تام واتسون از مجلهٔ Crack، «صدای کُلّی (کُلد ویو) کنترل شده و در عین حال سردتر از صدای پیشینیانِ گستاخشان - پانک با یک ریتم افسرده‌کننده - بود.» واتسون همچنین «گیتار کمتر، تجربیات آنالوگ بیشتر، بخش‌های ریتمیک شدید و مهم‌تر از همه، نگرش شدید DIY (خودت انجامش بده)» را به عنوان بخشی از ایدئولوژی مشترک کُلد ویو معرفی کرد. لویی پتیسون از گاردین گفته است که در دهه ۱۹۸۰ گروه‌های کُلد ویو فرانسوی مانند Martin Dupont, Les Provisoires و Asylum Party «شروع به نواختن موسیقی پست-پانکِ غم‌انگیز به زبان مادری خود کردند، که الهام‌گرفته از گیتارهای سرد و صداهای درامِ تولید شده در استودیو توسط مارتین هانت، تهیه‌کنندهٔ Factory Records بود.»

## تاریخچه

### ریشه‌ها (دهه‌های ۱۹۷۰ و ۱۹۸۰)
اصطلاح «کُلد ویو» در شماره ۲۶ نوامبر ۱۹۷۷ مجلهٔ هفتگی موسیقی بریتانیا، Sounds، ظاهر شد. کپشن عکس روی جلد آن که رالف هوتر و فلورین اشنایدر از کرافت‌ورک را نشان می‌داد، این بود: «موسیقی جدید: موج سرد». در آن سال، Kraftwerk آلبوم Trans-Europe Express را منتشر کرد. این اصطلاح هفته بعد در مجلهٔ Sounds توسط ویوین گلدمن، روزنامه‌نگار، در مقاله‌ای دربارهٔ Siouxsie and the Banshees تکرار شد که در آن نوشت: «موج سرد، موجی سرد که بر سر شما می‌شکند و برای یک ثانیه نمی‌دانید که آیا دوباره روشنایی روز را خواهید دید یا خیر». در سال ۱۹۷۷، گروه Siouxsie and the Banshees موسیقی خود را «سرد، ماشینی و در عین حال پرشور» توصیف کردند و مجله Sounds دربارهٔ این گروه پیشگویی کرد: «[آن‌ها] مثل یک کارخانه صنعتی قرن بیست و یکم به نظر می‌رسند [...] به غرش موج سرد از دههٔ ۷۰ به دههٔ ۸۰ گوش دهید».
بین اواخر دهه ۱۹۷۰ و اوایل دهه ۱۹۸۰، گروهی از موسیقی‌دانان فرانسوی، بلژیکی و لهستانی با نام "کُلد ویو" ظهور کردند. صحنه فرانسوی به عنوان "la vague froide" نیز شناخته می‌شد، اصطلاحی که توسط مطبوعات موسیقی فرانسه برای توصیف صدای گروه Marquis de Sade ابداع شد. به گفته مجله وایس، برجسته‌ترین گروه‌های این سبک Marquis de Sade, Asylum Party و Twilight Ritual بودند. جیمز گرین، نویسندهٔ Brave Punk World، آلبوم Dantzig Twist گروه Marquis de Sade در سال ۱۹۷۹ را به عنوان "یک اثر کلاسیک" این ژانر معرفی کرد. او همچنین به KaS Product به عنوان گروهی اشاره کرد که "در اوایل دهه ۱۹۸۰ کُلد ویو را به مکان‌های سردتری سوق داد و در نهایت به یکی از صداهای برجستهٔ آن تبدیل شد."
هنرمندان و ناشران کاسِت‌های (نوارهای) کُلد ویو در منطقه بنلوکس از طریق یک فرهنگ کاست زیرزمینی با یکدیگر ارتباط برقرار می‌کردند؛ شرکت Insane Music متعلق به آلن نف در بلژیک به شدت در فرهنگ کاست اروپا فعال بود. Schoolwerth همچنین اظهار داشت که ال مارگولیس از Sound of Pig Tapes نیویورک و کریس فینی از Harsh Reality Music تنسی که در صحنهٔ موسیقی اینداستریال/تجربی فعال بودند، عمدتاً مسئول معرفی هنرمندان مینیمال سینث و کُلد ویو به ایالات متحده بودند.

## احیای دوباره (دههٔ ۲۰۰۰)
Wierd Records به ایجاد علاقه به این سبک در ایالات متحده اعتبار دارد، در حالی که The Liberty Snake Club در محبوبیت آن در بریتانیا نقش زیادی داشت. مجموعهٔ So Young but So Cold از Tigersushi Records که توسط ایوان اسماگه گردآوری شده است، یکی از اسناد این صحنه است. تام واتسون، روزنامه‌نگار Crack، به مجموعهٔ Cold Waves and Minimal Electronics (2010) از Angular Recordings به عنوان یک مجموعهٔ «حیاتی» اشاره کرد.
مهمانی هفتگی چهارشنبه شب‌های Wierd Records در نیویورک توسط لویی پتیسون، روزنامه‌نگار گاردین، به عنوان مرکز احیای کُلد ویو و مینیمال سینث در اوایل دهه ۲۰۰۰ توصیف شد. از هنرمندانی که در این مهمانی‌ها اجرا کردند می‌توان به Blacklist و Xeno & Oaklander اشاره کرد.
گروه انگلیسی-آلمانی لبنن هانوور که یک گروه تأثیرگذار در احیای این سبک بود، در سال ۲۰۱۰ تشکیل شد.